# Compagnie des chemins de fer du Midi et du Canal latéral à la Garonne

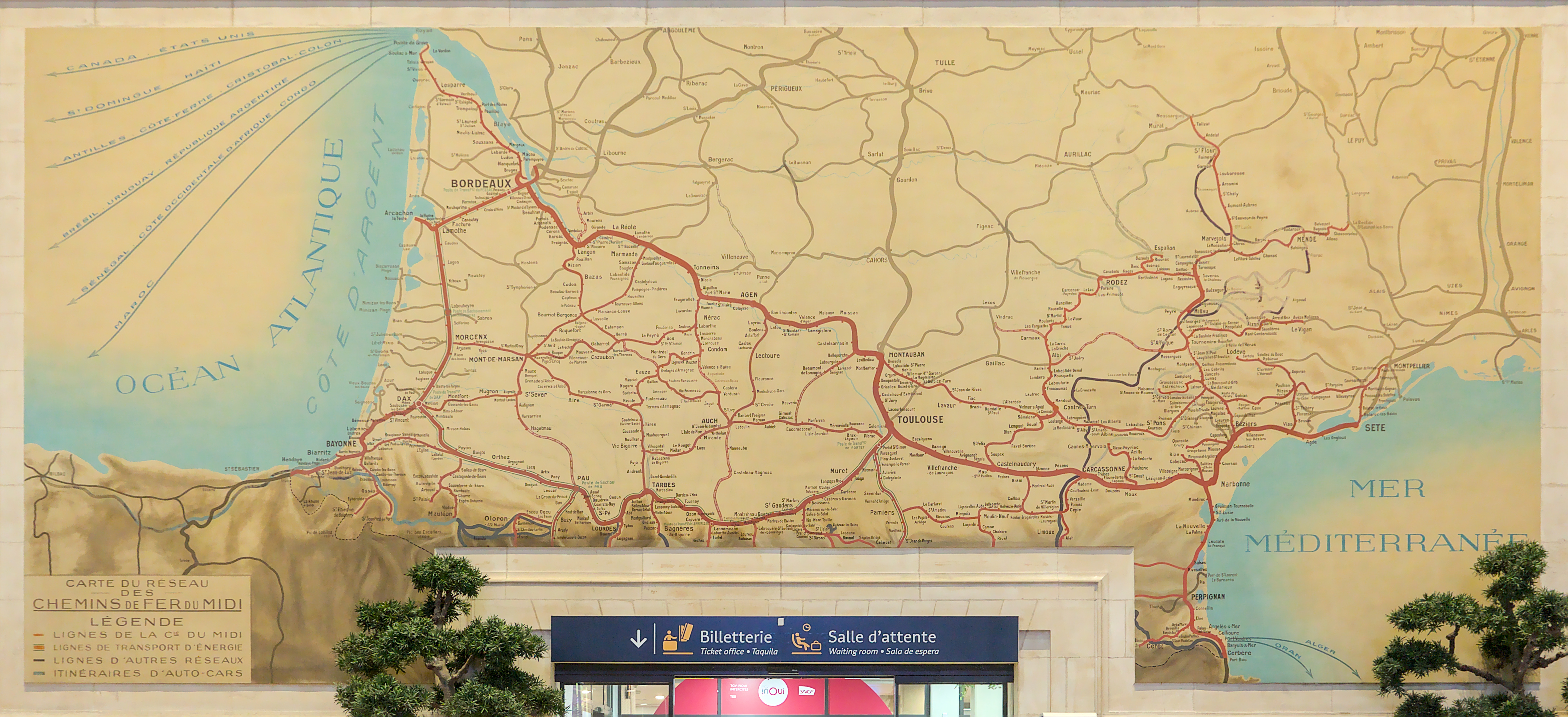
Plan du réseau de la compagnie à la gare de Bordeaux-Saint-Jean (L'image montre ce plan mural dans son format actuel, après qu'il a été amputé en partie basse lors de la rénovation de la gare).

La Compagnie des chemins de fer du Midi et du Canal latéral à la Garonne (dite aussi Compagnie des Chemins de fer du Midi ou Midi) est l'une des anciennes grandes compagnies privées de chemin de fer françaises. Son réseau desservait la partie du Sud-Ouest de la France comprise entre la Garonne et les Pyrénées. À l'époque, le territoire français était partagé entre six grandes compagnies ferroviaires, la Compagnie du Midi étant la seule n'ayant pas d'accès direct à la capitale.
En 1934, la compagnie du Midi qui dispose d'un réseau de 4 300 km, fusionne son exploitation avec celle de la Compagnie du chemin de fer de Paris à Orléans (PO). Les deux sociétés conservent leur structure juridique et leurs concessions. En 1938, l'exploitation commune des deux réseaux est intégrée dans la SNCF et l'ensemble des actifs ferroviaires de la compagnie du Midi sont nationalisés.

## Histoire

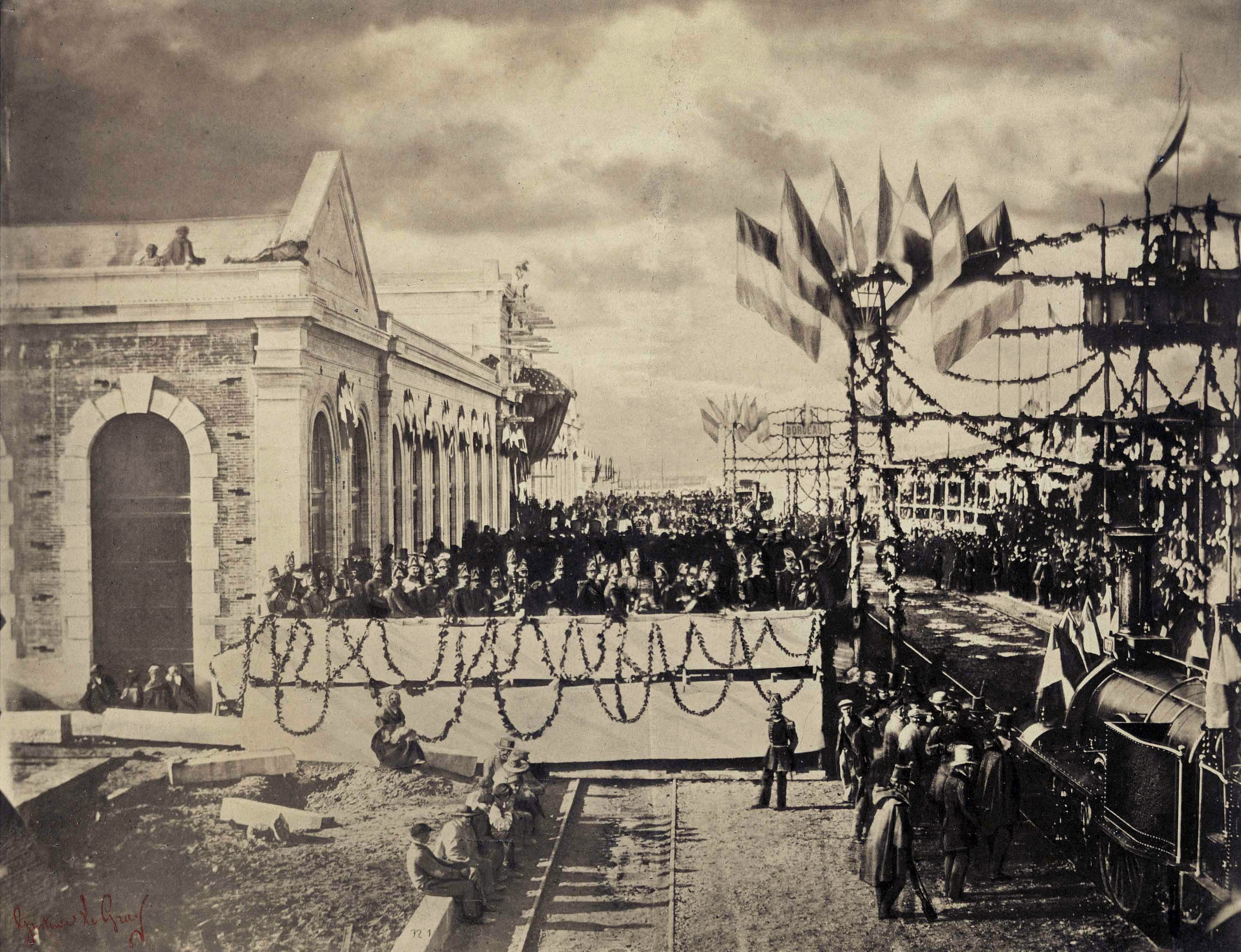
Inauguration de la ligne Bordeaux-Sète, le 2 avril 1857 en gare de Toulouse-Matabiau.

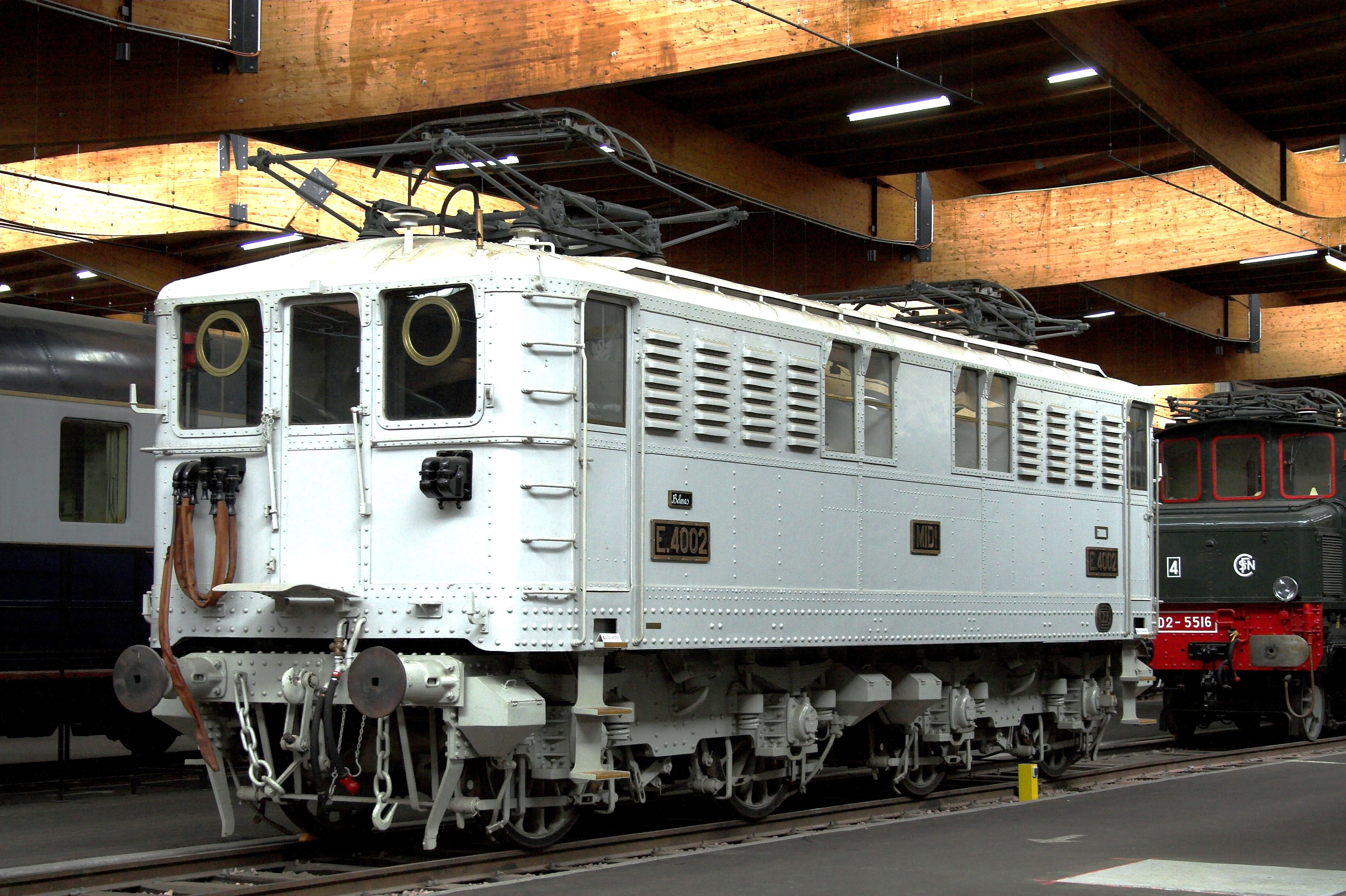
BB Midi E 4002 à la Cité du Train à Mulhouse.

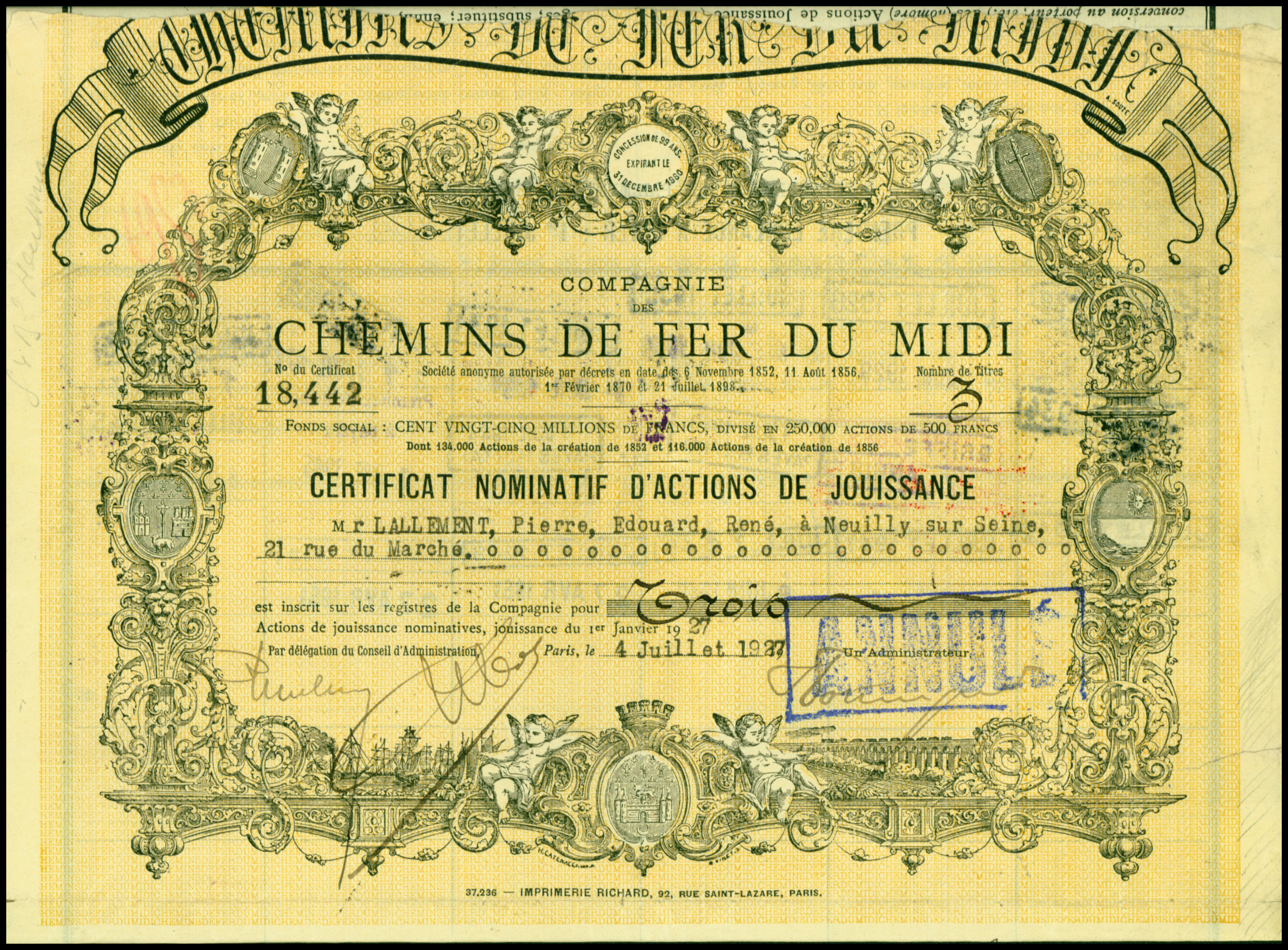
Certificat nominatif d'actions de jouissance de la Compagnie des Chemins de Fer du Midi en date du 4 juillet 1927.

La Compagnie des chemins de fer du Midi est créée en 1852 par les frères Pereire. La même année, la compagnie reçoit la concession de la ligne de Bordeaux à Sète, à laquelle les lignes Bordeaux-Bayonne et Narbonne-Perpignan sont rapidement rajoutées.
Souhaitant s'assurer le contrôle de la totalité de l'offre de transport entre Atlantique et Méditerranée, mais également dans l'optique de développer leur potentiel hydraulique, la Compagnie acquiert, dès sa création, une concession de 99 ans sur le canal latéral à la Garonne, et, en 1858 propose - et obtient - de prendre en fermage le canal du Midi, pour une durée de 40 années. Cependant, dans le cadre du plan Freycinet, qui nécessitait que les canaux soient contrôlés par l'État, la loi de rachat du 27 novembre 1897 fixe les modalités du retour dans le giron national des deux canaux dès la fin du bail d'affermage du canal du Midi, en 1898.
Le tourisme thermal et balnéaire a joué un rôle important dans le développement de la Compagnie du Midi. La ligne de Tarbes est entrée en fonction pour le séjour de l’Empereur Napoléon III et de l’Impératrice Eugénie de Montijo aux Thermes de Saint-Sauveur (Luz-Saint-Sauveur) en 1859.
En 1875 à Toulouse, le pont d'Empalot construit en maçonnerie par la Compagnie du Midi pour franchir les deux bras du fleuve est emporté par une crue de la Garonne.
En 1884, elle rachète les actifs de la Compagnie du chemin de Fer de Perpignan à Prades et notamment sa ligne de Perpignan à Prades qu'elle va prolonger pour en faire la ligne de Perpignan à Villefranche - Vernet-les-Bains.
À partir des années 1920 la Compagnie des chemins de fer du Midi et du Canal latéral à la Garonne et la Compagnie du chemin de fer de Paris à Orléans envisagent de fusionner. Toutefois les pouvoirs publics y sont réticents. L'État finit par consentir à la création d'une communauté d'intérêt financière, commerciale et technique et à la mise en œuvre d'une fusion étendue des exploitations. Le 16 juin 1933, les deux compagnies signent un traité conforme aux attentes de l'État. Celui-ci est approuvé par l'article 8 de l'avenant signé le 6 juillet 1933 à la convention de 1921 entre l'État et les grands réseaux, cet avenant étant lui-même approuvé par une loi le 8 juillet suivant. Les deux compagnies continuent d'exister, mais elles mettent en commun leurs moyens pour l'exploitation de leurs réseaux.
Par une convention passée entre l'État et les Compagnies des chemins de fer du Nord, de l'Est, du Paris-Orléans, du Midi, et du PLM signée le 31 août 1937, les réseaux concédés à ces compagnies sont regroupés au sein de la Société nationale des chemins de fer français le 1er janvier suivant. Cette convention est approuvée par un décret le même jour. La Compagnie des chemins de fer du Midi et du Canal latéral à la Garonne désigne deux administrateurs du conseil d'administration de la nouvelle société dont elle détient 112 116 actions.
Suivant l'exemple de la société Paris-Orléans, la Compagnie du Midi poursuit son existence, après 1938, en adoptant un statut de société financière et d'assurance. Elle détient une part dans la SNCF jusqu'au 31 décembre 1982. Malgré son sigle, il faut rappeler que la SNCF n'a jamais été une société nationale, mais une société anonyme, dont l'État ne possédait que 51% des actions, les anciennes compagnies en gardant le solde. La Compagnie du Midi disparaît définitivement en 1988, après une OPA du groupe AXA.

## Électrification du réseau ferroviaire
Dès 1909 la Compagnie du Midi lance un vaste programme d'électrification de ses lignes sous l'impulsion de l'ingénieur Jean-Raoul Paul (1869-1960). C'est un défi immense pour l'époque parce qu'il dépasse largement le cadre de la seule exploitation ferroviaire. Il faut construire toutes les infrastructures de production telles que barrages, centrales de production et tout le système de distribution du courant, mais également construire les motrices, et équiper les lignes. En 1900 la traction vapeur règne encore en maître sur tout le territoire.
La compagnie ne possède pas d'accès à la capitale et se trouve donc très éloignée des centres de production du charbon, combustible nécessaire à la traction vapeur (elle doit même en importer d'Angleterre), alors que la proximité des Pyrénées permet d'envisager la production d'hydroélectricité.
La pénurie de charbon pendant la guerre de 1914-1918 et surtout son coût prohibitif après la guerre vont conforter la compagnie dans son choix.
Après enquête en Suisse et en Allemagne, c'est la tension 12 kV en 16 ²⁄₃ Hz qui est choisie pour des raisons économiques (comme beaucoup d'autres choix de la Compagnie du Midi). En raison des contraintes techniques de l'époque, on s'aperçoit vite que le courant triphasé est inadapté car trop complexe et peu souple et que le courant monophasé présente le problème du démarrage. On constata alors que pour une fréquence proche de 15 Hz, tout se passe relativement bien. On choisit donc 16 ²⁄₃ Hz parce que c'est le tiers de 50 Hz.

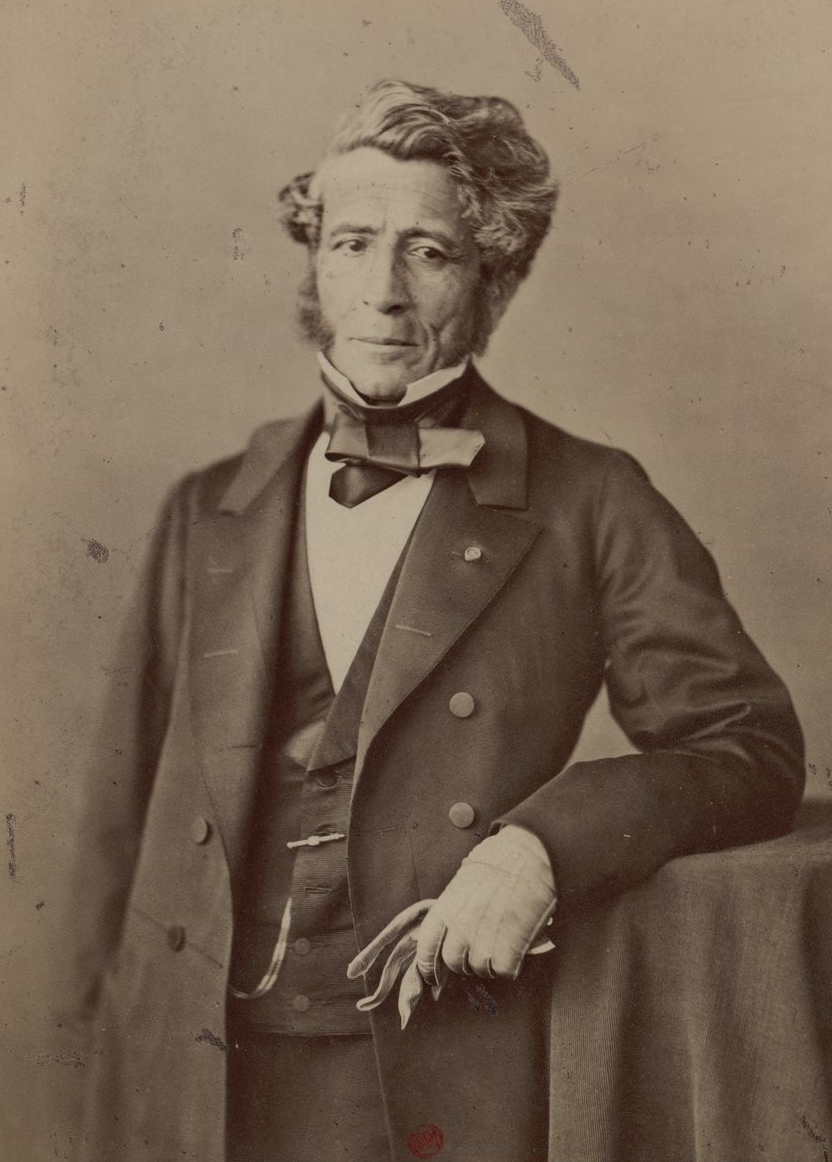
Émile Pereire, le premier président de la compagnie.

Dès sa construction, la ligne de Cerdagne, à voie étroite, est électrifiée, certaines rampes atteignant 60 ‰ étant incompatibles avec la traction vapeur.
C'est ensuite la ligne Perpignan-Villefranche-de-Conflent (Pyrénées-Orientales) qui est choisie comme site des futurs essais car elle permet de tester les installations et matériels dans des conditions de plaine et de montagne. C'est la seule ligne qui ne sera pas reconvertie en 1 500 volts. Elle fonctionne ainsi jusqu'en 1971, date de la radiation des locomotives livrées de 1912 à 1915.
À partir de 1911, la compagnie essaie six caténaires et c'est le système Westinghouse (américain) qui est choisi, toujours par souci d'économie, la caténaire étant très simple et les mâts réalisables en rails double champignon de récupération. C'est une caténaire autocompensée (capable d'absorber les variations de températures), souple et inclinée.
Avant même la fin des essais, la compagnie se porte candidate pour la construction des transpyrénéens oriental et occidental. La traction électrique est choisie dès la construction, permettant de réduire les coûts de construction en tolérant des rampes plus importantes et des rayons de courbure plus faibles.
La compagnie a alors engagé une campagne intensive d'électrification du réseau, comprenant des travaux sur les voies, la création d'ouvrages hydroélectriques pour la production de l'énergie électrique et la création d'un réseau de transport de cette énergie.
Le 29 août 1920 le gouvernement impose le 1 500 V continu, surtout parce que l'armée ne voulait pas que l'on utilise la même tension que l'Allemagne.
La réaction du Midi est immédiate et la compagnie lance dès le mois de décembre de la même année de nouveaux programmes d'électrification en 1 500 V. Dès 1923, toutes les installations fonctionnent sous 1 500 V (hormis la ligne Perpignan - Villefranche-de-Conflent). En moins de deux ans, le réseau du Midi a réussi sa conversion…
Le programme d'électrification du Midi est impressionnant car en une douzaine d'années seulement le réseau électrifié du Midi forme un ensemble cohérent.
Il s'achève en 1932, à l'exception de la liaison Montauban - Sète qui ne sera mise sous tension qu'en 1935 après signature d'un accord avec le PO. Les lignes Bordeaux - Montauban et Narbonne - Port-Bou, électrifiées dans les années 1980, en 1 500 V continu, figuraient déjà dans les projets d'électrification de la compagnie du Midi.

## Sections de chemins de fer de campagne
Pour organiser ses transports et la construction et l'exploitation de lignes militaires, le ministère de la Guerre disposait d'une direction dénommée : Direction des Chemins de fer de Campagne (D.C.F.C.). Le personnel des sections techniques d'ouvriers de Chemins de fer de Campagne était recruté dans le personnel des réseaux, parmi les ingénieurs, employés et ouvriers au service des grandes compagnies et du réseau de l'État, soit volontaires, soit assujettis au service militaire par la loi de recrutement. Il était réparti en dix sections. 
- 7e section : Midi.

## Matériel roulant du Midi
- Locomotives à vapeur
  - 030 801 à 1202,
  - 032 308 à 344,
  - 111 1 à 38,
  - 120 101 à 112,
  - 120 113 à 128, 1854,
  - 120 149 à 180,

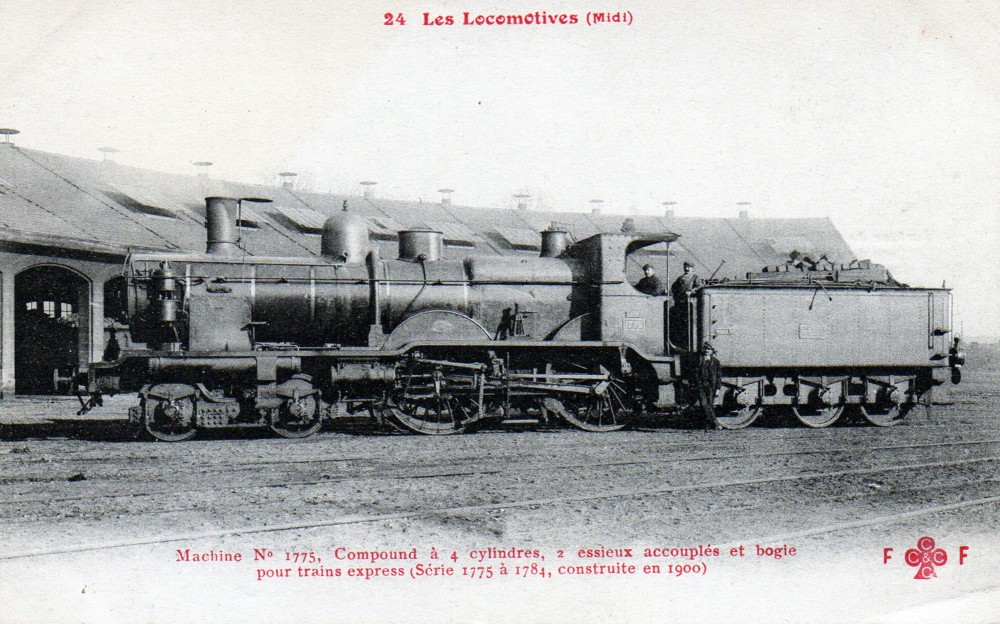
Locomotive 220 1775 compound à 4 cylindres, 1900.

  - 220 1775 à 1784, compound à 4 cylindres, 1900,
  - 230 1301 a 1370
  - G8.1 (numérotées de 2201 à 2251)

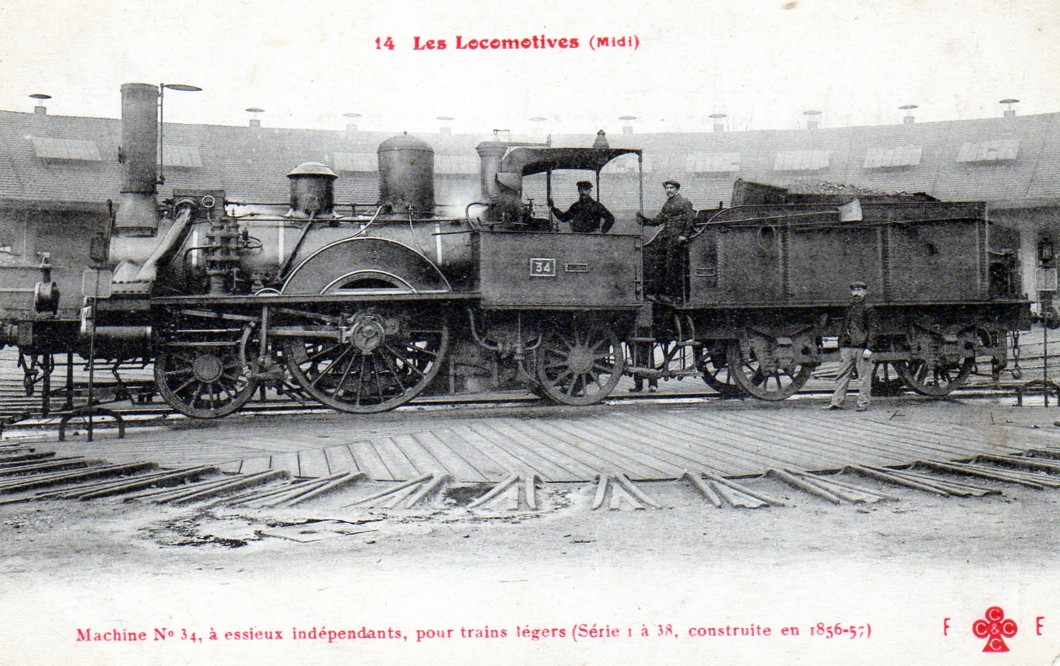
Locomotive 111 034 au dépôt de Bordeaux.
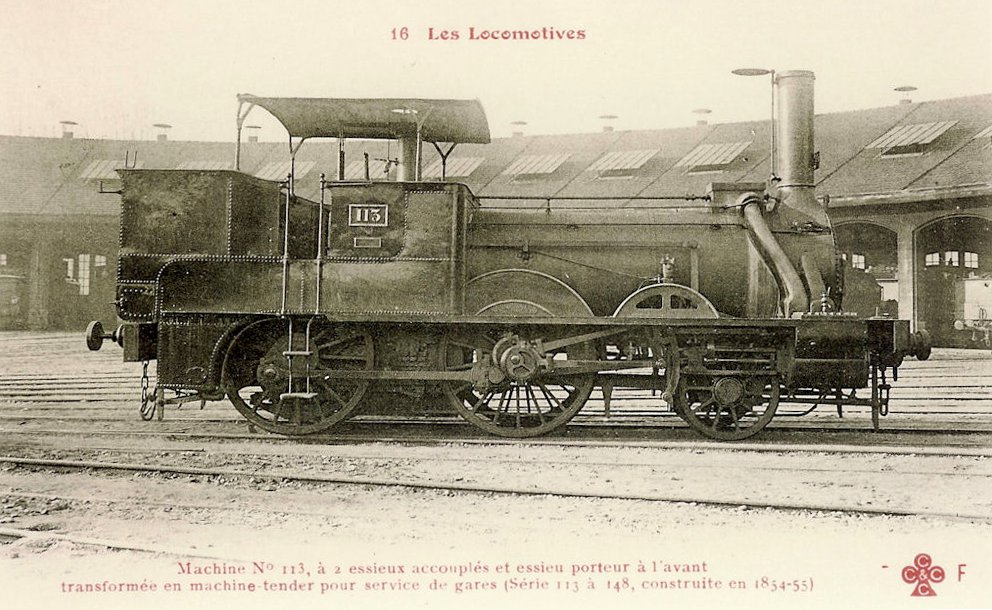
Locomotive 120 113 transformée en locomotive-tender (1895).
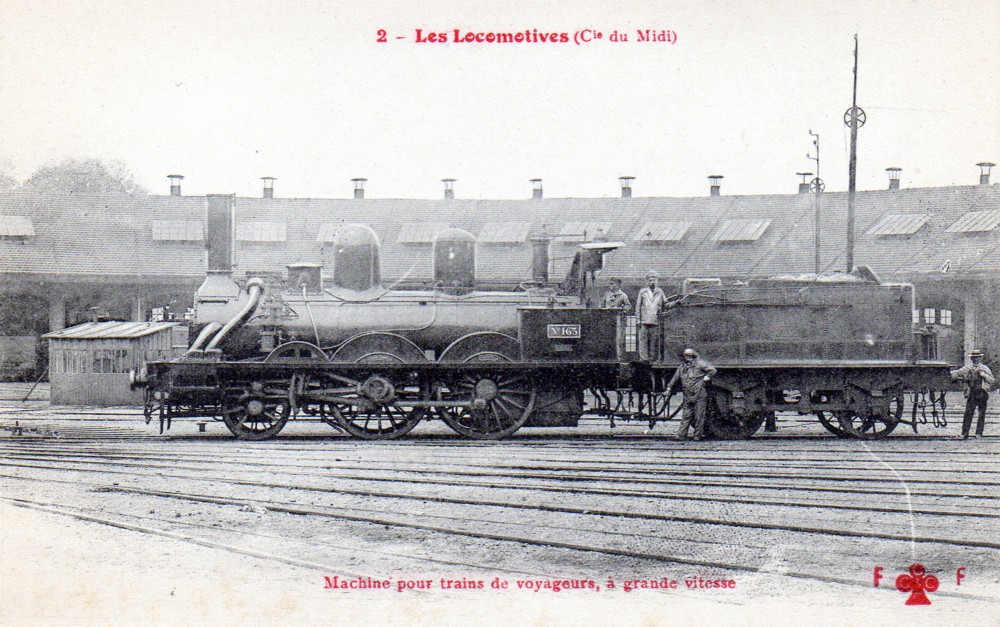
Locomotive 120 163 pour trains rapides.
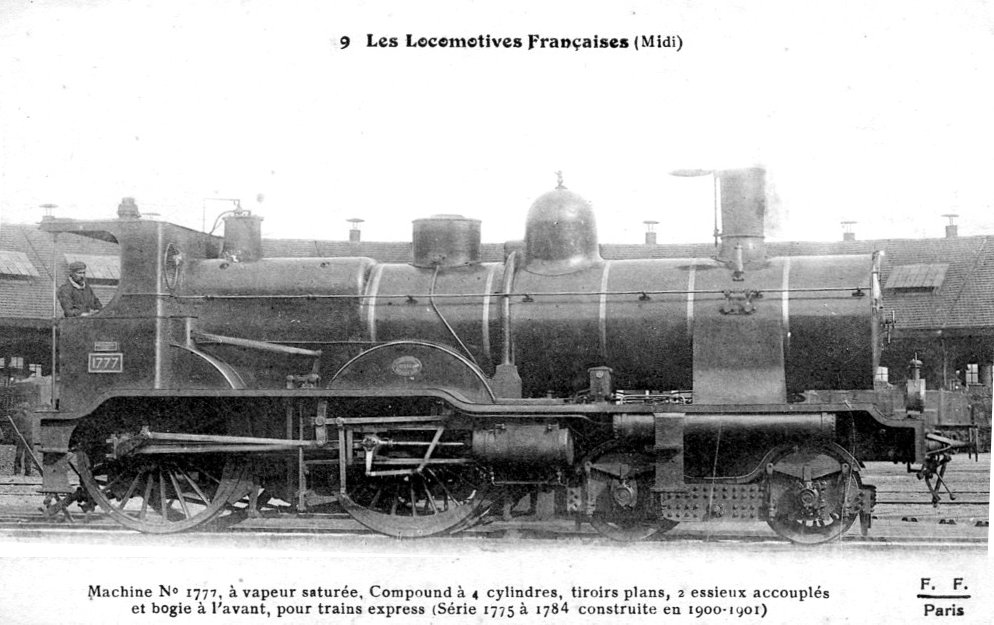
Locomotive 220 1777 à Bordeaux.

- Locomotives électriques
  - 1C1 3900 (prototype)
  - 2D2 5000
  - BB Midi
    - BB 1500
    - BB 1600
    - BB 4100
    - BB 4200
    - BB 4600
    - BB 4700
    - BB 4730

  - Z 4200
  - Z 4300
  - Z 4500
  - Z 4900
- Voitures

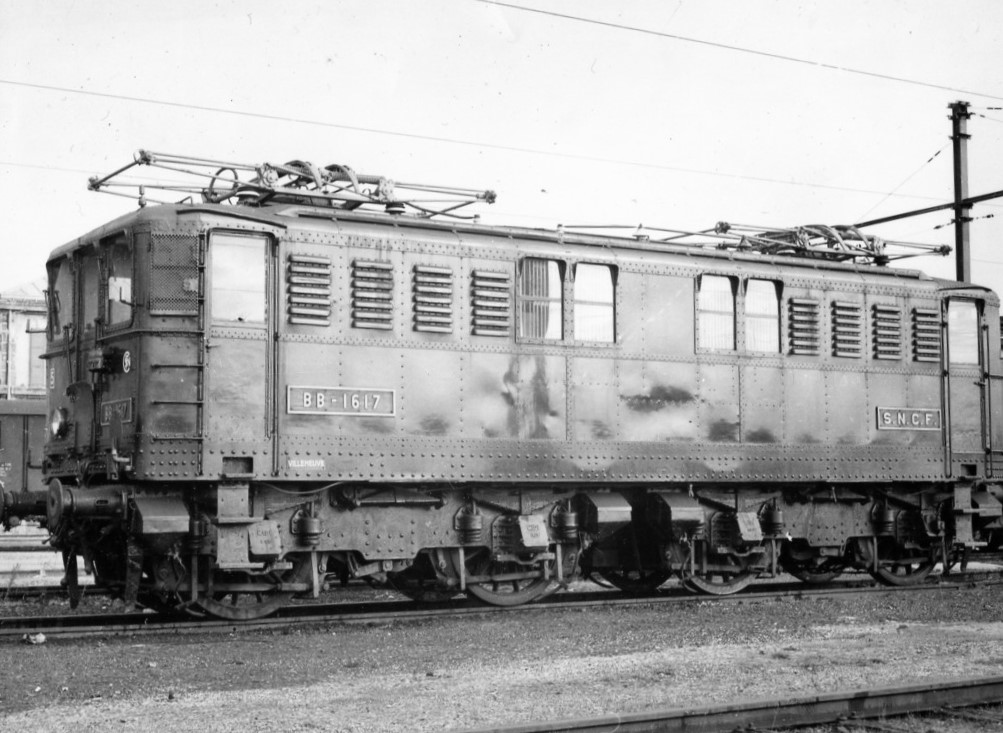
BB 1617 à Montereau en 1954.

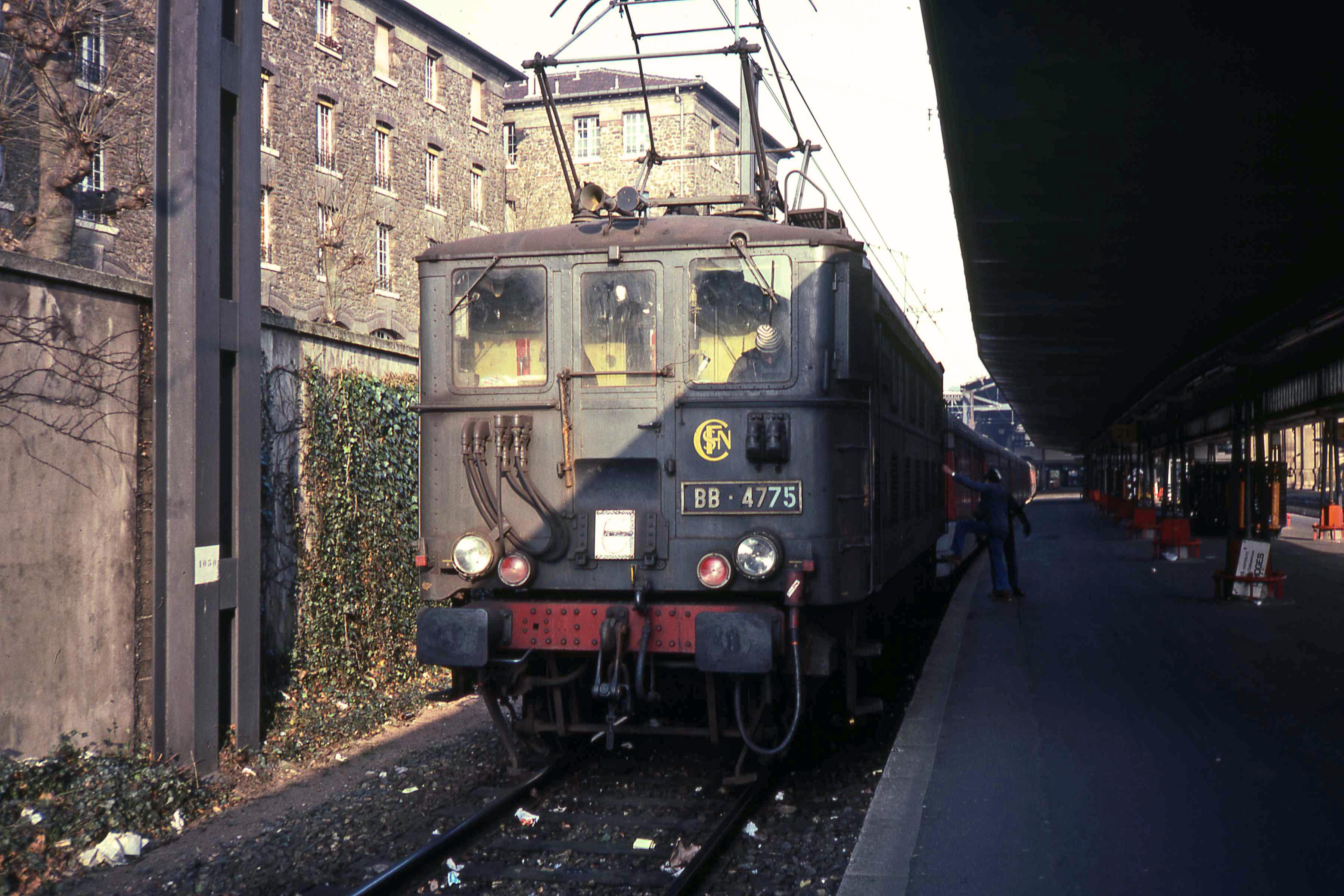
BB 4775 assurant un service de manœuvres en gare de Paris-Austerlitz derrière un train espagnol de voitures-lits Talgo (1984).

  - Voiture modernisée Sud-Ouest à essieux
- Voir aussi : Catégorie:Matériel roulant du Midi

## Le réseau ferroviaire
1) Concessions de 1852
- Ligne de Bordeaux à Sète. Déclaration d'utilité publique : 21 juin 1846

| Date       | Section                  | Longueur |
| 31/05/1855 | Bordeaux-Langon          | 42 km    |
| 4/12/1855  | Langon-Tonneins          | 54 km    |
| 29/05/1856 | Tonneins-Valence d'Agen  | 65 km    |
| 30/08/1856 | Valence d'Agen-Montauban | 45 km    |
| 30/08/1856 | Montauban-Toulouse       | 46 km    |
| 2/04/1857  | Toulouse-Sète            | 219 km   |
| 1/07/1858  | Raccordements de Sète    | 4 km     |

- Chemin de fer de Bordeaux à Bayonne

| Date       | Section                          | Longueur |
| 12/11/1854 | Lamothe-Dax                      | 105 km   |
| 26/03/1855 | Dax-Bayonne                      | 50 km    |
| 27/05/1855 | Pessac (Bordeaux-Segur)-Bordeaux | 6 km     |

- Chemin de fer de Narbonne à Perpignan

| Date       | Section             | Longueur |
| 20/02/1858 | Narbonne-Le Vernet  | 59 km    |
| 12/07/1858 | Le Vernet-Perpignan | 4 km     |

2) Concession de 1857
- Ligne de Toulouse à Bayonne

| Date        | Section          | Longueur |
| 1861 à 1867 | Toulouse-Bayonne | 321 km   |

## Affiche publicitaire

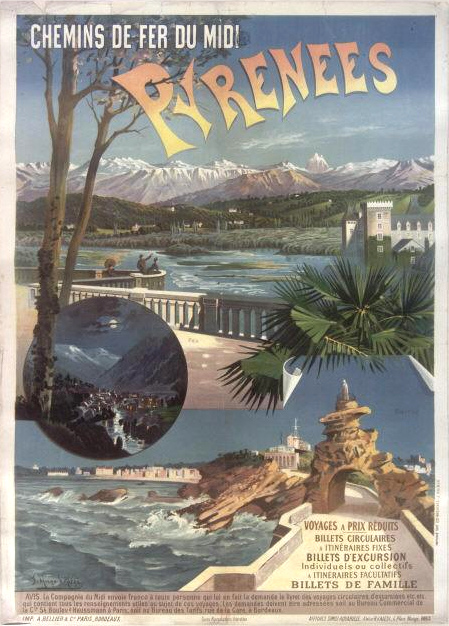
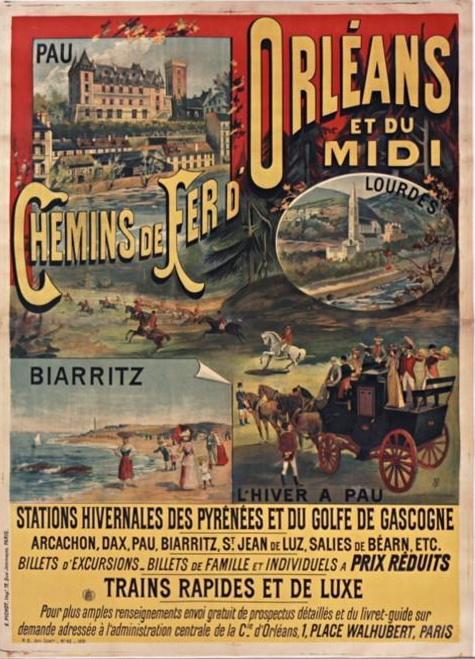
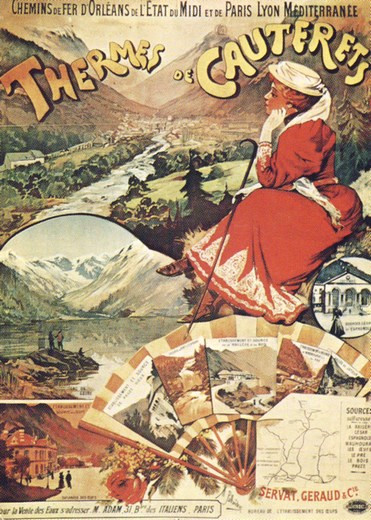